# Colette Guimond
Colette Guimond là một vận vận động viên thể hình chuyên nghiệp người Canada gốc Pháp.

## Đời sống
Colette Guimond sinh ngày 14 tháng 9, 1961 , tại Montreal, Quebec, Canada. Cô hiện đang sống ở New Port Richey, bang Florida, Mỹ.

## Số đo
- Chiều cao: 5 foot 1 inch (1,55 m)
- Cân nặng:

- Trong thi đấu: 146 pound (66 kg) - 158 pound (72 kg)

- Ngoài thi đấu: 160 pound (73 kg) - 175 pound (79 kg)

- Bắp tay: 19 inch (48 cm) - 19,5 inch (50 cm)
- Bắp đùi: 27 inch (69 cm) ~ 30 inch (76 cm)[Còn mơ hồ  – thảo luận]

## Sự nghiệp[1]
- 1995: NPC Steel Rose (LW1) -
- 2003: NPC Jan Tana Nghiệp dư (HW2) -
- 2003: NPC Southern States (HW) -
- 2005: CBBF Championships Canada (HW) -
- 2005: IFBB Europa Super Show (HW) - Hạng 8
- 2012: IFBB PBW Tampa Pro - Hạng 16

Chú thích:
- 1: Light Weight: Hạng tạ nhẹ.
- 2: Heavy Weight: Hạng tạ nặng.